# Свенска серієн з хокею 1942—1943
 Свенска серієн: 1942—1943 — 8-й сезон у «Свенска серієн», що була на той час найвищою за рівнем клубною лігою у шведському хокеї з шайбою.
У чемпіонаті взяли участь 8 клубів. Турнір проходив у два кола.
Переможцем змагань став клуб «Гаммарбю» ІФ (Стокгольм).

## Турнірна таблиця
|   | Команда                            | І  | В  | Н | П | Ш       | О  |
| - | ---------------------------------- | -- | -- | - | - | ------- | -- |
| 1 | «Гаммарбю» ІФ (Стокгольм)          | 13 | 10 | 1 | 2 | 59 - 14 | 21 |
| 2 | АІК Стокгольм                      | 14 | 9  | 2 | 3 | 40 - 26 | 20 |
| 3 | Седертельє СК                      | 13 | 6  | 5 | 2 | 35 - 17 | 17 |
| 4 | ІК «Йота» (Стокгольм)              | 14 | 8  | 1 | 5 | 38 - 27 | 17 |
| 5 | «Карлбергс» БК (Стокгольм)         | 13 | 4  | 2 | 7 | 28 - 45 | 10 |
| 6 | «Реймерсгольмс» ІК (Стокгольм)     | 14 | 4  | 1 | 9 | 20 - 37 | 9  |
| 7 | ІФК Марієфред                      | 10 | 2  | 1 | 7 | 14 – 39 | 5  |
| 8 | УоІФ «Маттеуспойкарна» (Стокгольм) | 13 | 1  | 3 | 9 | 28 - 57 | 5  |